# Jan Nepomnjasjtsjii
Jan Aleksandrovitsj Nepomnjasjtsjii (Russisch: Ян Алекса́ндрович Непо́мнящий) (Brjansk, 14 juli 1990) is een Russische grootmeester (GM) schaken. 
Hij maakte deel uit van het team dat goud won tijdens het Wereldkampioenschap schaken voor landenteams in Antalya in 2013 en tijdens het Europees schaakkampioenschap voor landenteams in Reykjavik in 2015. In 2021 en 2023 speelde hij een match om het wereldkampioenschap schaken. 
Nepomnjasjtsjii heeft de Russische titel en Europese titel gewonnen in 2010. Enkele van zijn grote toernooioverwinningen zijn het Tal Memorial (2016) en het Aeroflot Open in 2008 en 2015.
In oktober 2016 was Nepomnjasjtsjii vierde van de wereld in zowel rapid als blitz. Hij heeft twee keer het zilver gewonnen op de Wereldkampioenschappen Rapid en eenmaal zilver op het Wereldkampioenschap Blitz. In hetzelfde jaar (2008) won hij tevens het Ordix Open. Eind 2018 staat hij 13e op de wereldranglijst van de FIDE.

## Schaakcarrière

### Vroege jaren
Nepomnjasjtsjii is drievoudig Europees jeugdkampioen. In 2000 won hij de U10-categorie en in zowel 2001 als in 2002 werd hij kampioen bij de U12-jeugd. In 2002 werd Nepomnjasjtsjii tevens wereldkampioen in de U12 door Magnus Carlsen in tiebreak te verslaan.

### 2007 - 2009
In 2007 werd hij tweede in de C-groep in het Corus Chess Tournament in Wijk aan Zee waarmee hij zijn eerste grootmeesternorm behaalde. In datzelfde jaar behaalde hij zijn tweede norm tijdens het European Individual Chess Championship in Dresden. Zijn derde en laatste norm verkreeg hij tijdens het 5e Vanya Somov Memorial – World's Youth Stars-toernooi in Kirisji. Nepomnjasjtsjii won tevens dat toernooi door Rauf Mamedov, Parimarjan Negi en Zaven Andriasian te verslaan in tiebreaks.
Door het Aeroflot Open in Moskou te winnen in februari 2008, kwalificeerde hij zich voor de Dortmund Sparkassen Chess Meeting. Tijdens dit toernooi was hij ongeslagen en eindigde gedeeld tweede. Ook won Nepomnjasjtsjii in 2008 het Ordix Open, een rapid-chess-toernooi in Mainz.
Nepomnjasjtsjii won in 2009 goud op de Maccabiade.

### 2010 - 2011
In 2010, in Rijeka, werd Nepomnjasjtsjii Europees kampioen met een score van 9/11. Een aantal maanden later werd hij in Moskou Russisch kampioen door Sergej Karjakin te verslaan in een play-off.
In november 2011 werd Nepomnjasjtsjii gedeeld 3e met Vasyl Ivantsjoek en Sergej Karjakin in categorie 22 op het Tal Memorial in Moskou.

### 2013 - 2015
In mei 2013 werd Nepomnjasjtsjii gedeeld eerste met Aleksandr Mojsejenko, Jevgeni Romanov, Oleksandr Beljavsky, Constantin Lupulescu, Francisco Vallejo Pons, Sergej Movsesian, Hrant Melkoemjan, Aleksej Drejev en Jevgeni Aleksejev op het Europees kampioenschap. In juni werd Nepomnjasjtsjii tweede achter Shakhriyar Mamedyarov op het Wereldkampioenschap Rapid in Khanty-Mansiysk. In oktober 2013 werd hij gedeeld eerste op het Russisch kampioenschap met Pjotr Svidler maar hij verloor in tiebreaks.
Gedurende 2013 steeg de blitzrating van Nepomnjasjtsjii van 2689 in januari naar 2830 in december.
Nepomnjasjtsjii won het zilver op het Wereldkampioenschap Blitz in 2014 in Dubai. In augustus, op het 5e International Chess Festival “Yaroslav the Wise” in Jaroslavl, won hij de elitegroep. Dit toernooi was een doublerobintoernooi waarin hij tegen alle zes verschillende Europees kampioenen van 2009 tot en met 2014 speelde. Op de SportAccord World Mind Games in december die plaatsvond in Beijing, won hij goud in het Basque-chess-toernooi voor mannen.
In april 2015 heeft hij het Aeroflot Open voor de tweede maal gewonnen, weliswaar door Daniil Doebov in tiebreaks te verslaan. Daarmee kwalificeerde hij zich weer voor de Dortmund Sparkassen Chess Meeting. Nadat het open toernooi was afgelopen won hij tevens het Aeroflot-blitztoernooi. In september van datzelfde jaar won hij het Blitzkampioenschap in Moskou en één maand later won hij het zilver op het Wereldkampioenschap Rapid in Berlijn.

### 2016 - 2021
Nepomnjasjtsjii won in 2016 het 7e Hainan Danzhou-toernooi in juli en het Tal Memorial in oktober.
Op de 42e Schaakolympiade, gehouden in 2016, won hij brons en zilver voor zijn individuele prestatie op bord 4 namens Rusland.
In juli 2018 won Nepomnjasjtsjii de 46e Dortmund Sparkassen Chess Meeting, met een score van 5/7 (+3 =4 –0) met een vol punt voorsprong op zijn naaste belagers.
In 2019 won hij met Rusland het Wereldkampioenschap schaken voor landenteams. 
In december 2020 won hij het kampioenschap van Rusland met 7.5 pt. uit 11, een half punt boven GM Sergej Karjakin.
Door het kandidatentoernooi 2021 te winnen verkreeg Nepomnjasjtsjii het recht de wereldkampioen Magnus Carlsen uit te dagen tussen 24 november en 16 december 2021 in Dubai. Carlsen won met 7.5 - 3.5 en wist daarmee de titel te behouden.

### 2023
Nepomnjasjtsjii won het kandidatentoernooi voor het wereldkampioenschap schaken 2023. Toen Carlsen zijn titel niet verdedigde ging de WK-tweekamp tussen hem en Ding Liren, de nummer twee van het kandidatentoernooi. Na veertien klassieke partijen stond het gelijk, maar Nepomnjasjtsjii verloor de vierde rapidpartij.

## Privéleven
Nepomnjasjtsjii is Joods.
Hij heeft zijn diploma behaald op de Russian State Social University.
Samen met 43 andere Russische topschakers, tekende Nepomnjasjtsjii een open brief aan de Russische president Vladimir Poetin, waarin werd geprotesteerd tegen de Russische invasie van Oekraïne in 2022 en waarin solidariteit met de Oekraïense bevolking werd geuit.